# Цянь Сюань
Цянь Сюань (пін.: Qián Xuǎn — трад.: 錢選, спр.: 钱选) (1235 — 1305) — громадський діяч, художник часів династії Юань.

## Життєпис
Походив зі старовинної чиновничої родини. Народився у 1239 році у м. Усін (сьогодні Чжецзян). Отримав гарну освіту, блискуче витримав екзаменаційні випробування усіх рівнів на чиновницький ранг. У 1262 році успішно склав столичний іспит, отримавши найвищий ступінь цзиньши, що відкрило йому доступ до постів в центральних державних установах. Однак після затвердження монгольської династії Юань у 1368 році і повного завоювання монгольськими арміями Китаю, що завершився падінням династії Південна Сун у 1279 році, Цянь Сюань відмовився від планів офіційної кар'єри і повернувся до рідного міста з наміром займатися виключно літературою й живописом.
Цянь Сюань доклав чималих зусиль для згуртування однодумців, що завершилося створенням творчого об'єднання Усін ба цзюнь («Вісім талантів (благородних особистостей) з Усін», ідейним керівником якого став великий філософ-конфуціанець Ао Цзигун. До об'єднання увійшли колишні чиновники та знатні особи з числа уродженців Усін й столичних біженців, зокрема Чжао Менфу. Подальша доля Цянь Сюаня пов'язана із розбудовою цього об'єднання. Помер він у 1301 році у м. Усін.

## Творчість
Цянь Сюань у своїх роботах наслідував традиції шкіл живопису часів Північної та Південної Сун. Найбільш чітко це простежується у пейзажному сувої «Повернення», інший варіант перекладу назви — «Знову вдома». Він написаний, за мотивами поеми «Додому до себе» Тао Юаньміна.
Він також поєднував композиції, характерні для живопису часів династії Тан, з поєднуються з прийомами південно-сунського живопису. Для таких картин притаманні: діагональна асиметрична композиції, розрідженість художнього простору, активне використання можливостей фону. Це чітко помітною у сувої «Гірська обитель», інша назва «Життя у горах».
Подібними стилістичними рисами відрізняються роботи у жанрі «квіти і птахи», зокрема, масштабний сувій «Півонії». У подібних його творах поєднуються реалістичність і витонченість північно-сунського академічного живопису з умовністю й декоративністю танских поліхромних картин.